# 臨床薬理学
臨床薬理学（りんしょうやくりがく、英語: clinical pharmacology）とは薬とその臨床使用に関する科学の一分野。薬の作用効果機序を扱う基礎科学である薬理学をその土台とするが、臨床薬理学では実践的な薬の使用方法を主に取り扱う。病変における薬理作用の標的分子の発見といったミクロの世界から、集団に対する薬剤投与の影響といったマクロの世界まで、学問としての幅は広い。
臨床薬理学者は通常医学や薬学の素養を持つが、さらに理想的には科学者として根拠を追究し、適切に計画された治験などの研究を通じて新たなデータを創り出すためのトレーニングを必要とする。

## 学問分野
- 薬力学（英語：pharmacodynamics）

薬が生体内のどの部位に、どのように、作用するかを扱う。細胞生物学的・分子生物学的側面の研究にとどまらず、関連した臨床的な作用の測定（例：気管支拡張薬によるピークフローの改善）も含まれる。
- 薬物動態学（英語：pharmacokinetics）

生体内に入った薬が、その後どのように吸収・分布・代謝・排泄されるかを扱う。
- 処方適正化（英語：rational prescribing）

適切な薬を、適切な投与方法（用量・投与経路・投与回数）で処方し、適切に中止するためのノウハウを扱う。
- 医薬品有害事象

薬の使用に伴って生じた、あらゆる好ましくない医療上の出来事を扱う。この中には、妊娠前後の服薬により母子に生じうる有害事象も含まれる。
- 毒性学

薬の毒性や不適切な使用、あるいは薬でないもの有害物質の接種に伴う生体の反応を調べ、またその治療方法を扱う。
- 薬物相互作用

複数の薬を同時使用した際に、それぞれの薬の作用がどのように変化するのか、あるいはどのような作用が新たに加わるのかを扱う。
- 創薬

臨床薬の候補物質について、多くは治験を通じてその有効性や安全性を確認し、広く一般に使用されることを図る。

## 関係団体
- 日本臨床薬理学会
- 米国臨床薬理学会